# Ikke mere mælk
 Der er for få eller ingen kildehenvisninger i denne artikel, hvilket er et problem. Du kan hjælpe ved at angive troværdige kilder til de påstande, som fremføres i artiklen.

"Ikke mere mælk" er en sang af duoen Mika og Tobias, der i juli 2017 lagde en video med sangen op på YouTube. Sangen opnåede i 2018 nogle millioner visninger, skrev medierne.
Videoen ender med, at Mika og Tobias får mælk af en mælkemand, der i videoen spilles af Mikas storebror, Benjamin.